# 南光寺
南光寺（なんこうじ）は、群馬県みどり市笠懸町阿左美にある高野山真言宗の寺院である。

## 歴史
日輪山観音院南光寺と号す。鎌倉時代に弘法大師（空海）がこの地に巡錫され、行基菩薩作の白衣観音菩薩を本尊として開創されたといわれている。建武2年（1335年）7月22日、大塔宮護良親王に仕えた南の御方が入山したとされる。南の御方は、護良親王が鎌倉薬師谷御所で足利直義により非業の死を遂げた後、皇子を産み新田家を頼って阿左美の地に庵を結び、終生、南光比丘尼として親王の菩提を弔うことに捧げた人といわれる。その後、慶長（1596年 - 1615年）年間、永真大徳により中興開山、慶安2年（1649年）、良源の時に徳川家光より領地御朱印21石4斗を給せられ、高野山龍光院末中本寺の格式を得、末寺1ヶ寺を有して現在に至る。
本尊の胎蔵界大日如来は大仏師の備前法橋、朝安の作と伝えられ、本堂内にはその他に不動明王、薬師如来、阿弥陀如来、金剛界大日如来、真言六観音、愛染明王などが安置されている。山内の一角には、元禄（1688年 - 1704年）期に阿左美村村中講の人々により厄除け、疫病退散の守護仏として寄進された笠懸疣取地蔵尊が祀られている。その側には、安政の六地蔵尊の石仏も祀られている。

## 寺宝
- 不動明王
- 薬師如来
- 阿弥陀如来
- 白衣観音
- 弁財天
- 牛頭曼荼羅
- 徳川家歴代将軍御朱印9通

## 年中行事
- 元旦護摩 正月元旦
- 厄除護摩 1月4日
- 1月17日 初観音
- 1月21日 初弘法（毎月21日）
- 1月28日 初不動（毎月28日）
- 2月15日 涅槃会
- 3月21日 御影供
- 3月彼岸 春彼岸会
- 5月8日 花まつり
- 6月15日 青葉まつり
- 7月10日 観音四万六千日
- 8月13日 - 16日 盂蘭盆会供養
- 9月彼岸 秋彼岸会
- 12月8日 成道会
- 12月31日 除夜の鐘供養